# Heliophanus aethiopicus
Heliophanus aethiopicus là một loài nhện trong họ Salticidae.
Loài này thuộc chi Heliophanus. Heliophanus aethiopicus được Wanda Wesołowska miêu tả năm 2003.